# 普雷 (孚日省)
普雷（法語：Prey，法語發音：[pʁɛ] ⓘ）是法国大東部大區孚日省的一个市镇，属于埃皮纳勒区。

## 地理
普雷（48°10'44"N, 6°41'8"E）面积2.13 平方千米，位于法国大東部大區孚日省，该省份为法国东北部内陆省份，北起默兹省和默尔特-摩泽尔省，西接上马恩省，南至上索恩省和贝尔福地区省，东临上莱茵省和下莱茵省。
与普雷接壤的市镇（或旧市镇、城区）包括：费村、菲梅尼勒、沃洛涅河畔拉瓦勒、沃洛涅河畔莱庞日。
普雷的时区为UTC+01:00、UTC+02:00（夏令时）。

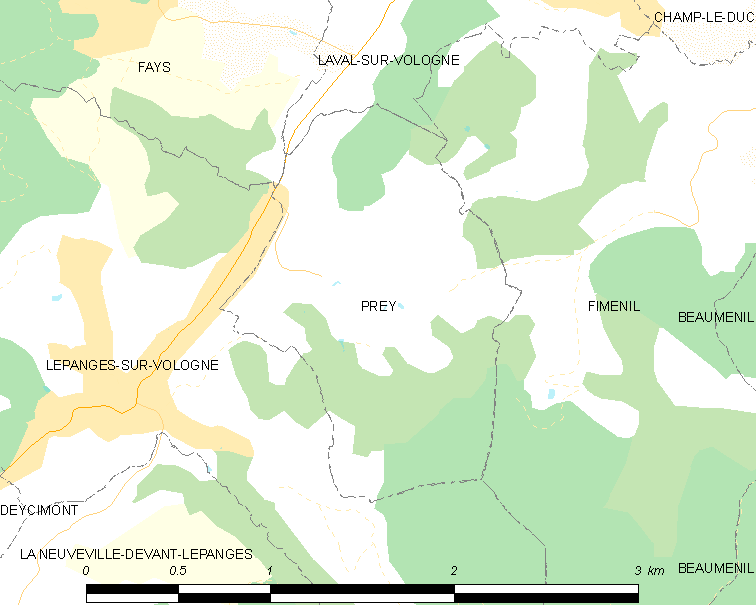
普雷的OSM定位图

## 行政
普雷的邮政编码为88600，INSEE市镇编码为88359。

## 政治
普雷所属的省级选区为布吕耶尔县。

## 人口

1962-2008年间普雷人口变化图示

普雷于2022年1月1日时的人口数量为89人。